# Natsume Akatsuki
Pour les articles homonymes, voir Akatsuki.
暁 なつめ
Œuvres principales
- Kono subarashii sekai ni shukufuku o!

Natsume Akatsuki (暁 なつめ, Akatsuki Natsume) est un romancier et scénariste japonais né à Echizen, dans la préfecture de Fukui, au Japon. Il est principalement connu pour être l'auteur des light novel Kono subarashii sekai ni shukufuku o!.

## Biographie
En 2012, Natsume Akatsuki a participé à la 8e édition du MF Bunko J Light Novel shinjin-shō (ja) (MF文庫Jライトノベル新人賞, litt. « Prix des nouveaux venus des light novel MF Bunko J ») sous le nom de plume Hideaki Natsuki (夏希秀明, Natsuki Hideaki) avec sa toute première œuvre intitulée Dragon Tarashi (ドラゴンたらし, Doragon Tarashi) et est retenu jusqu'au premier tour. Celui-ci a dévoilé sa participation en mai 2015 sur son blog personnel.
Sur le site au contenu généré par les utilisateurs Shōsetsuka ni narō et sous le pseudonyme d'Hideaki Natsuki (夏希秀明, Natsuki Hideaki), il a publié une série de 68 chapitres, intitulée Sentō-in, haken shimasu (戦闘員、派遣します), et qu'il signait sous le nom de Sentō-in san-gō (戦闘員三号) entre le 19 août et le 10 septembre 2012,. Peu de temps après, il met également en ligne Saikyō no katanakaji (最強の刀鍛冶) en septembre 2012 dont les chapitres étaient signés sous le nom de Yōkina Amerikahito (陽気なアメリカ人).
Toujours sur Shōsetsuka ni narō, mais sous un nouveau compte au nom de Jitaku keibi-hei (自宅警備兵), il a publié des chapitres de sa nouvelle série de fantasy intitulée Kono subarashii sekai ni shukufuku o! (この素晴らしい世界に祝福を！) du 20 décembre 2012 au 21 octobre 2013. Il rédige aussi entre-temps Ninja ga isekai-iri (忍者が異世界入り) et Kamen akuma ga miru yume wa (仮面悪魔が見る夢は),.
Le 1er octobre 2013, il fait ses débuts en tant que romancier professionnel au nom de Natsume Akatsuki (暁 なつめ, Akatsuki Natsume) à la suite de l'édition de Konosuba par Kadokawa Shoten sous la forme de light novel avec des illustrations de Kurone Mishima. Il a supprimé toutes ses précédentes publications sur Shōsetsuka ni narō le 10 décembre 2013.
Le 27 novembre 2016, il lance une nouvelle série de manga, intitulée Kemonomichi (けものみち), avec les mangaka Yumeuta (ja) et Mattakumo-suke (ja) dans le magazine de prépublication Monthly Shōnen Ace.
Le 1er novembre 2017, Kadokawa Shoten édite également la série Sentōin, hakenshimasu! avec des illustrations de Kakao Lanthanum.

## Œuvres

### Light novel
- Kono subarashii sekai ni shukufuku o! (illustré par Kurone Mishima ; le light novel comporte 17 volumes et est terminé)[15]
  - Kono subarashii sekai ni bakuen o! (illustré par Kurone Mishima ; composé de 3 volumes)
  - Kono kamen no akuma ni sōdan o! (illustré par Kurone Mishima ; composé d'un volume)
  - Zoku - Kono subarashii sekai ni bakuen o! (illustré par Kurone Mishima ; composé de 2 volumes)
  - Extra ano orokamono ni mo kyakkō o! (illustré par Kurone Mishima ; 4 volumes actuellement publiés)
- Les combattants seront déployés ! (illustré par Kakao Lanthanum ; 3 volumes actuellement publiés)[16]

### Manga
- Kemonomichi (dessiné par Yumeuta (ja) et Mattakumo-suke (ja) ; prépublié dans le Monthly Shōnen Ace ; 4 volumes actuellement publiés[17])